# Йозеф Маусс
Йозеф Маусс (нім. Joseph Mauss; 12 лютого 1778 — 11 вересня 1856, Львів) — історик, професор і ректор Львівського університету.

## Життєпис
У 1805 році закінчив філософський факультет Віденського університету, де здобув ступінь доктора філософії. 1807—1809 роки — надзвичайний професор Зальцбурзького університету, з 1809 року — очолював кафедру історії філософії Віденського університету. 28 червня 1811 року номінований професором всесвітньої історії Львівського ліцею. Після підвищення Ліцею до рангу Університету в 1817 році став звичайним професором кафедри всесвітньої історії і історії Австрії. Двічі академічний сенат університету обирав Йозефа Маусса на уряд ректора університету в 1824 році і 31 жовтня 1851, не зважаючи на те, що вже від 1848 року він був на пенсії. У 1825 і 1830 роках — декан філософського факультету Львівського університету. Після закінчення другої каденції ректора в 1852 році увійшов до складу Державної екзаменаційної комісії для вчителів у Галичині.
Маусс належав до грона найпопулярніших представників львівського професорського світу. Його учнями були: Ксавери Броніковський, Вінцент Поль, Титус Дзєдушицький, Кароль Шайноха, Тадеуш Васілевський і Фридерик Скобель. З 1818 року — член-кореспондент Краківського наукового товариства. 9 травня 1843 року отримав гідність радника двору.
Помер 11 вересня 1856 року у Львові. Похований на Городоцькому цвинтарі, а по ліквідації Городоцького цвинтаря гріб Йозефа Маусса було перенесено на Лачаківський цвинтар.